# فيسلين سافيتش
فيسلين سافيتش (بالصربية السيريلية: Веселин Савић)‏ هو مجدف صربي، ولد في 22 سبتمبر 1989.

## وصلات خارجية
- فيسلين سافيتش على موقع الاتحاد الدولي للتجديف (الإنجليزية)